# Sony Dynamic Digital Sound
Il SDDS (Sony Dynamic Digital Sound) è un sistema audio per cinema introdotto dalla Sony sulla linea del Dolby Digital e del DTS.
La traccia, solitamente formata da 8 canali (a volte solo 6), è registrata sulla pellicola, sul bordo più esterno (da entrambe le parti), vicino alla perforazione, come nel Dolby Digital che invece è registrato nello spazio tra una perforazione e la successiva.
Il primo film ad introdurre questo sistema audio è stato Last Action Hero - L'ultimo grande eroe, uscito nel 1993.

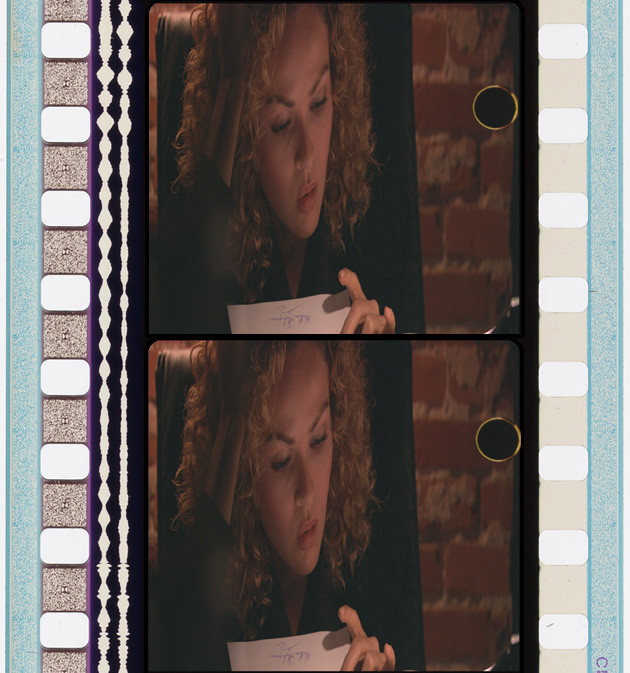
Un esempio di fotogramma 35mm contenente la traccia SDDS (le zone blu ai bordi esterni): la traccia sul lato di sinistra è quella primaria, quella di destra è quella secondaria, che contiene cioè i canali di backup

## Dettagli tecnici
La colonna sonora è formata da array di pixel microscopici che contengono, in formato digitale, tutte le informazioni riguardanti la traccia audio, più alcuni bit per la correzione degli errori. Quest'ultima proprietà permette alla colonna sonora di essere riprodotta (per quanto possibile) in maniera limpida anche con pellicole semi-rovinate.
La colonna sonora è formata da 8 canali:
- 5 canali frontali
  - Sinistro
  - Centro-Sinistro
  - Centrale
  - Centro-Destro
  - Destro
- 2 canali ambientali
  - Sinistro ambientale
  - Destro ambientale
- 1 canale subwoofer

Più 4 canali di backup nel caso si danneggi una delle due parti della pellicola:
- Centrale
- Subwoofer
- Centro + Centro-Sinistro
- Centro + Centro-Destro

I canali totali sono quindi 12, il che permette al SDDS di avere un bitrate di circa 2.2 Mbit/s (Megabit per secondo), contro il massimo di 1.536 Mbit/s del DTS e 0.37 Mbit/s del Dolby Digital.
Tutto viene codificato con il codec Sony ATRAC con un rapporto di compressione (circa) di 5:1 e una frequenza di campionamento di 44,100 kHz.

## Lettore
Il lettore SDDS, montato direttamente sul proiettore 35mm e attraverso cui viene fatta passare la pellicola subito al di sotto dell'otturatore, legge i dati attraverso una serie di laser rossi; dati sotto forma di pixel che vengono convertiti in flusso digitale da un insieme di particolari circuiti integrati chiamati CCD (Charged Couple Devices). Questo flusso viene poi passato al decoder.

## Decoder
Il decoder SDDS viene montato nel rack, solitamente insieme al server Dolby e DTS.
Il decoder ha il compito di ricevere il flusso mandato dal lettore e convertirlo in segnale audio da inviare agli amplificatori. Prima di inviare il segnale analogico agli amplificatori, tuttavia, il decoder compie una serie di operazioni quali per esempio la correzione degli errori (sfruttando la ridondanza dei dati), la pulizia del suono da eventuali disturbi, l'aggiustamento della sincronizzazione con la pellicola e il bilanciamento dei toni, il quale si adatta addirittura alla conformazione della sala per ridurre al minimo echi e riverberi.